# ライン＝ルールSバーン

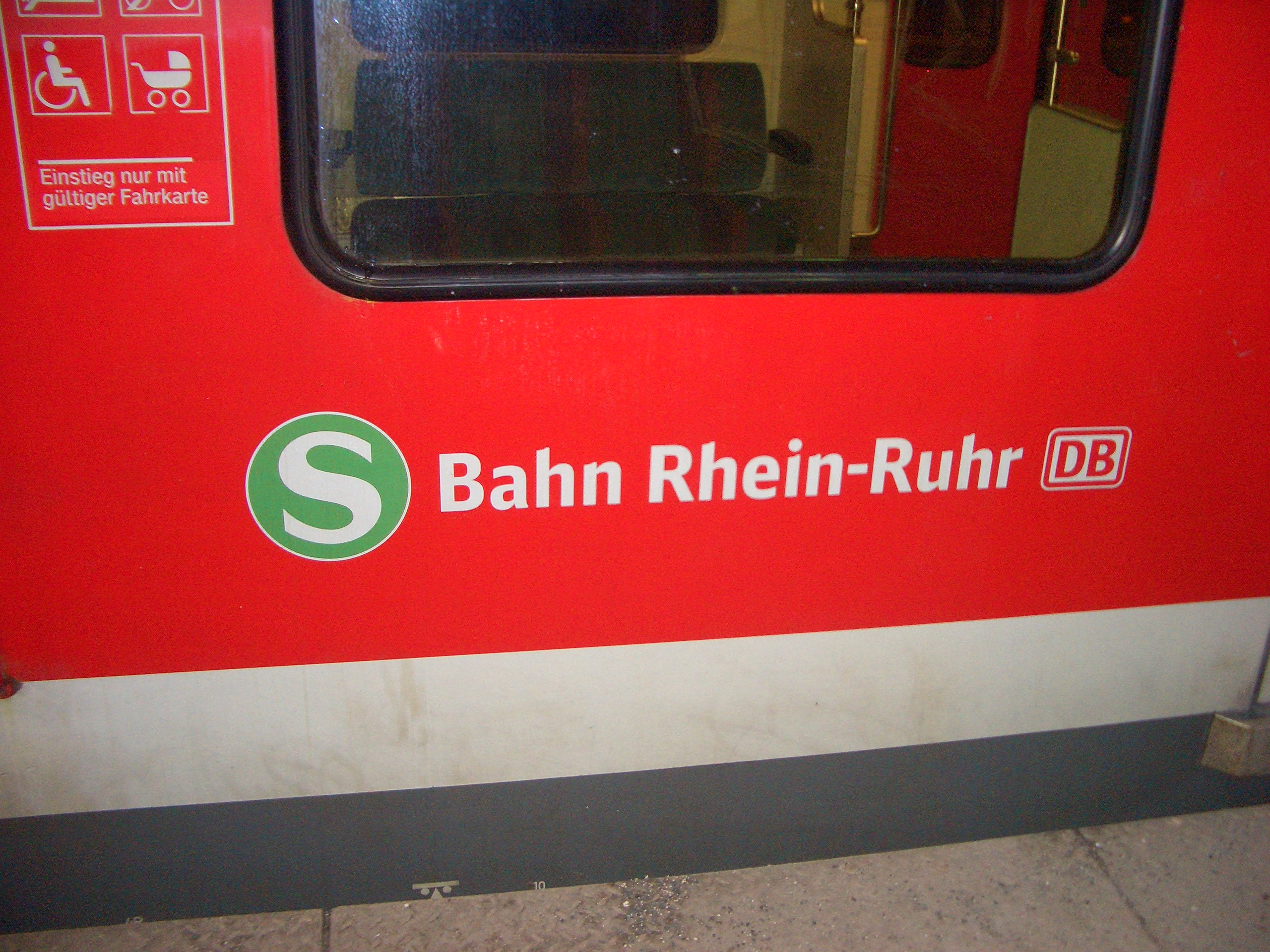
Schriftzug der Linien im VRR

ライン＝ルールSバーン（ドイツ語: S-Bahn Rhein-Ruhr）はドイツのノルトライン＝ヴェストファーレン州の大都市圏を結ぶSバーン交通網である。
路線網はデュッセルドルフ、デュースブルク、エッセン、ドルトムント、オーバーハウゼン、ヴッパータールのほか、隣接するケルンSバーン（ドイツ語: S-Bahn Köln）と一体化してケルン、ボンの各都市もカバーしており、ドイツで最大級のSバーン網を有している。

## 歴史
ライン＝ルールSバーンは1967年に開業。既存の一般鉄道の線路を活用したSバーンの最初の事例となった。ライン＝ルール運輸連合に加盟している。
最初に開業した系統はラーティンゲンとデュッセルドルフを結んだS6系統で、1967年にラーティンゲン東駅とデュッセルドルフ・ガラート駅の間で開業した。その後の延伸でラーティンゲンからはエッセンまで、デュッセルドルフからはランゲンフェルトを経てケルンまで通じている。
1974年には、S1系統がボーフムとデュースブルク（グローゼンバウム）の間で、S3系統がオーバーハウゼンとハッティンゲンの間で開業した。1975年のS11系統はケルンのホルヴァイラーとベルギッシュ・グラートバッハの間で開業し、後にデュッセルドルフへ延伸された。
1984年開業のS4系統はドルトムントのリュートゲンドルトムント駅とウンナを結び、1993年のリュートゲンドルトムント駅の延伸移転により旧リュートゲンドルトムントがゲルマニア駅に改称された。1998年にはS9系統がハルターンとエッセンのシュテーレの間で開業し、現在は延伸でヴッパータールまで運行されている。
2019年9月VRRはSNCF系列のケオリスドイツ法人とS1系統及びS4系統に関する契約を機関士など充分な人力を確保できなかったという理由で破棄した。9月30日にDBレギオとの契約が緊急措置として2年以上の期限で締結された。同年12月15日VRRはS1、S2、S3、S4、S9及び三つの近郊列車系統RB32、RB40、RE49を15年契約で入札した。一方S28系統は2019年12月メットマンからヴッパータールまで延長される予定であったが、改修工事が遅延されたので、延長運行は2020年12月に実行された。2022年2月1日よりアベリオ鉄道の担当路線であったS7系統はVIAS鉄道が、残りの系統はDBレギオが引き受けて、運営している。

## 路線

### 系統一覧
路線は大半がドイツ鉄道により運行されている。S7系統はトランスデヴ系列ライン＝ルール鉄道、S28系統はレギオバーン社が運営する。
| 系統 | 運行経路 | 距離        | 開業日         |
| ---- | --- | ----------- | -------------- |
| S 1  | ドルトムント - ボーフム - エッセン - ミュールハイム - デュースブルク - デュッセルドルフ空港 - デュッセルドルフ - ヒルデン - ゾーリンゲン | 97 km       | 1974年5月26日  |
| S 2  | ドルトムント - ドルトムント＝ドルストフェルト - ドルトムント・メンゲデ - ヘルネ - ゲルゼンキルヒェン - エッセン ドルトムント - ドルトムント＝ドルストフェルト - ドルトムント・メンゲデ - ヘルネ - レックリングハウゼン                       | 42 km 33 km | 1991年6月2日   |
| S 3  | オーバーハウゼン - ミュールハイム - エッセン - エッセン-シュテーレ – ハッティンゲン (ルール) ミッテ | 33 km       | 1974年5月26日  |
| S 4  | ドルトムント-リュートゲンドルトムント - ドルトムント–ドルスフェルト - ウンナ-ケーニヒスボルン - ウンナ | 30 km       | 1984年6月3日   |
| S 5  | ドルトムント – ヴィッテン – ヴェッター(ルール) – ハーゲン | 31 km       | 1994年5月29日  |
| S 6  | エッセン – ラーティンゲン東 – デュッセルドルフ – ランゲンフェルド (ラインラント) – ケルン – ケルン=ニッペス | 78 km       | 1967年9月28日  |
| S 7  | ヴッパータール中央駅 - レムシャイト中央駅 - ゾーリンゲン | 41km        | 2013年12月15日 |
| S 8  | ハーゲン – ヴッパータール - ヴッパータール=フォービンケル – デュッセルドルフ – ノイス – メンヒェングラートバッハ | 82 km       | 1988年5月29日  |
| S 9  | ハルターン・アム・ゼー - グラートベック西 - ボトロップ – エッセン – エッセン-シュテーレ – フェルバート-ランゲンベルク – ヴッパータール-フォーヴィンケル – ヴッパータール                                                                     | 90 km       | 1998年5月24日  |
| S 28 | ヴッパータール - ヴッパータール・フォーヴィンケル - メットマンシュタットヴァルト - ネアンデルタール - デュッセルドルフ・ゲレスハイム - デュッセルドルフ - デュッセルドルフ・ビルク - デュッセルドルフ・ハム - ノイス - カースト - カースト湖 |             | 1999年9月26日  |
| S 68 | ヴッパータール-フーヴィンケル - デュッセルドルフ - ランゲンフェルド (ラインラント) | 39 km       | 2009年12月13日 |

### 戸籍上の路線
- ■ S1系統
  - ボフム - ドルトムント線
  - デュースブルク - ボフム線
  - ケルン-デュースブルク線
  - デュッセルドルフ–ゾーリンゲン線
- ■ S2系統
  - ドルトムント-ドルトムント-ドルストフェルト
  - ドルトムント-ドルスフェルト–ドルトムント-メンゲデ
  - ドルトムント-メンゲデ–ヘルネ/ゲルゼンキルヒェン/デュースブルク
  - ゲルゼンキルヒェン–エッセン
  - ヴァンネ＝アイクル-ハンブルク線
- ■ S3系統
  - オーバーハウゼン–エッセン-シュテーレ・オスト
  - エッセン-シュテーレ・オスト–ボーフム-ダールハウゼン
  - ボーフム-ダールハウゼン–ハッティンゲン (ルール) ミッテ
- ■ S4系統
  - ドルトムント-リュートゲンドルトムント–ドルトムント スード
  - ドルトムント スード–ウンナ-ケーニヒスボルン
  - ウンナ-ケーニヒスボルン–ウンナ
- ■ S5系統
  - ハーゲン - ドルトムント線
- ■ S6系統
  - エッセン–エッセン-ヴェルデン
  - エッセン-ヴェルデン–デュッセルドルフ
  - デュッセルドルフ–ケルン
  - ケルン–ケルン-ニッペス
- ■ S7系統
  - ゾーリンゲン - レムシャイト線
  - レムシャイト鉄道
  - ヴッパータール - オプラーデン線
  - アーヘン - カッセル線
- ■ S8系統
  - ハーゲン-シュヴェルム
  - ヴィッテン - シュヴェルム線
  - アーヘン - カッセル線
- ■ S9系統
  - ハルターン–エッセン-デルヴィヒ オスト
  - エッセン-デルヴィヒ Ost–エッセン・ヴェスト
  - エッセン・ヴェスト–エッセン-シュテーレ
  - エッセン-シュテーレ–ヴッパータール-フォーヴィンケル
  - アーヘン - カッセル線
  - ヴィッテン - シュヴェルム線
  - シュヴェルム-ハーゲン
- ■ S28系統
  - メットマン シュタッドヴァルト–デュッセルドルフ
  - アーヘン - カッセル線
  - ノイス–カールスター ゼー
- ■ S68系統
  - アーヘン - カッセル線
  - デュッセルドルフ–ランゲンフェルド

### 近郊鉄道列車路線
| 系統  | 運行経路 | 運営機関 | 運行間隔 | 関連鉄道路線                                                                                |
| ----- | --- | -------- | -------- | ------------------------------------------------------------------------------------------- |
| RB 32 | ドルトムント - ヘルネ - ゲルゼンキルヒェン - エッセン・アルテンエッセン - オーバーハウゼン - デュースブルク | DBレギオ | 60分     | デュースブルク - ドルトムント線 ※S2の旧区間運行                                             |
| RB 40 | エッセン - ボーフム - ヴィッテン - ハーゲン                                                                 | DBレギオ | 60分     | ドルトムント - デュースブルク線、ヴィッテン - ボーフム線、エルバーフェルト - ドルトムント線 |
| RE 49 | ヴェーゼル - オーバーハウゼン - ミュールハイム - エッセン - フェルベルト＝ランゲンベルク - ヴッパタール     | DBレギオ | 60分     | オーバーハウゼン - エメリヒ線、ドルトムント - デュースブルク線、ヴッパタール - エッセン線   |

## 車両
車両は複数形式が使用され、車種も電車、気動車、電気機関車と客車のプッシュプル編成と多岐にわたる。
開業当初は141形電気機関車とステンレス車体のn-Wagen客車（1959年-1980年製、通称「ジルバーリンゲ」）が導入された。1970年代に一部が420形電車に置き換えられたが、トイレがなく長距離運用に不向きとしてライン＝ルールから撤退し、n-Wagenとともに111形機関車とSバーン用のプッシュプル客車であるx-Wagenに置き換わった。ドイツ鉄道発足後は使用機が143形に変更されている。
2008年には422形が運用を開始している。48両の422形はケオリス社が引き取る予定である。2010年には430形の導入計画があったが2011年に中止され、代わって2014年にアルストム製コラディア・コンチネンタルの1440.2形が導入されている。
レギオバーン社が運行するS28系統では、ボンバルディア製「タレント」の643形電気式気動車が導入された。S7系統では、アルストム製「コラディア・リント」の1648形が使用されている。S2、S3、S9系統にはシュタドラー製FLIRT3XL電車が導入された。

歴代のSバーン車両
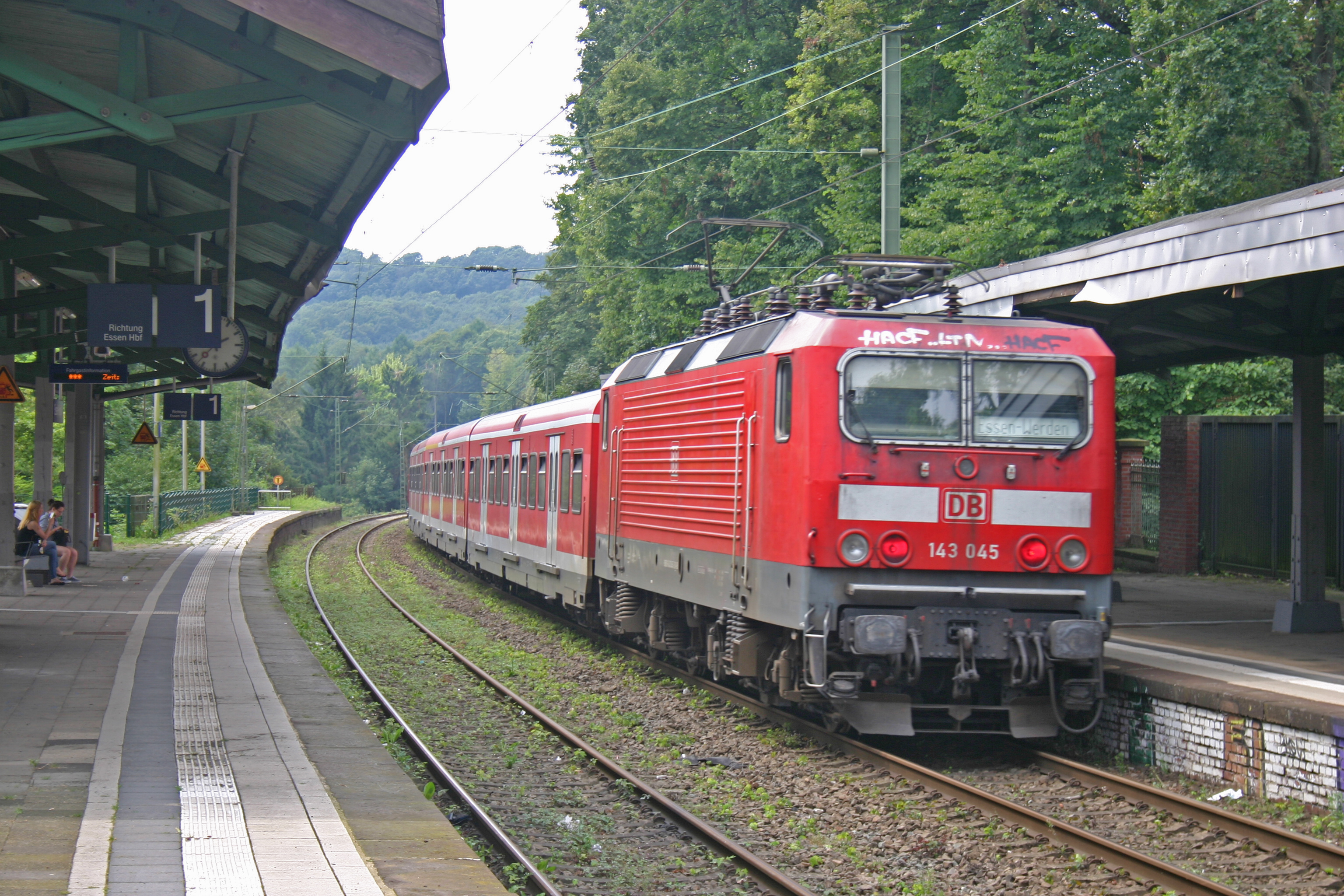
エッセン・ヒューゲル駅で停車する143形機関車牽とx-Wagen列車
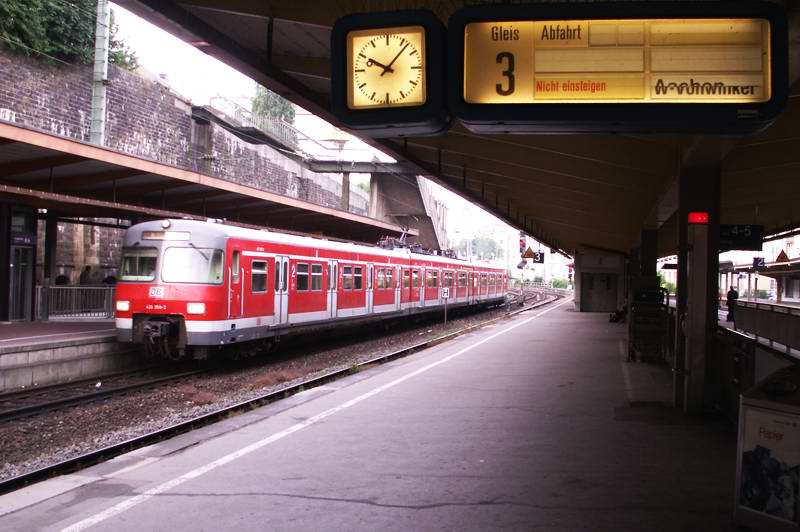
ヴッパタール中央駅で停車する420形電車（2006年）
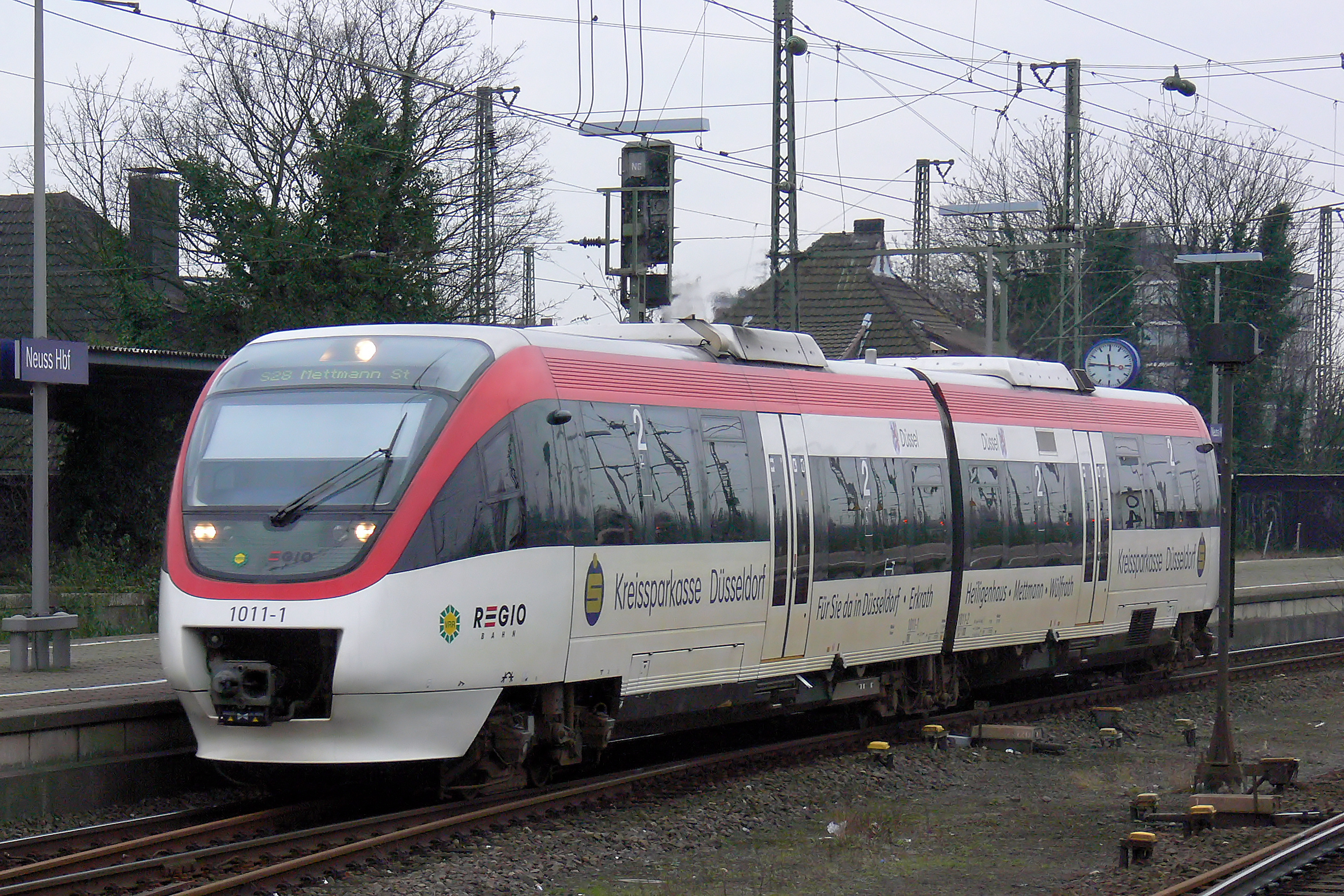
ノイス中央駅で停車するS28気動車
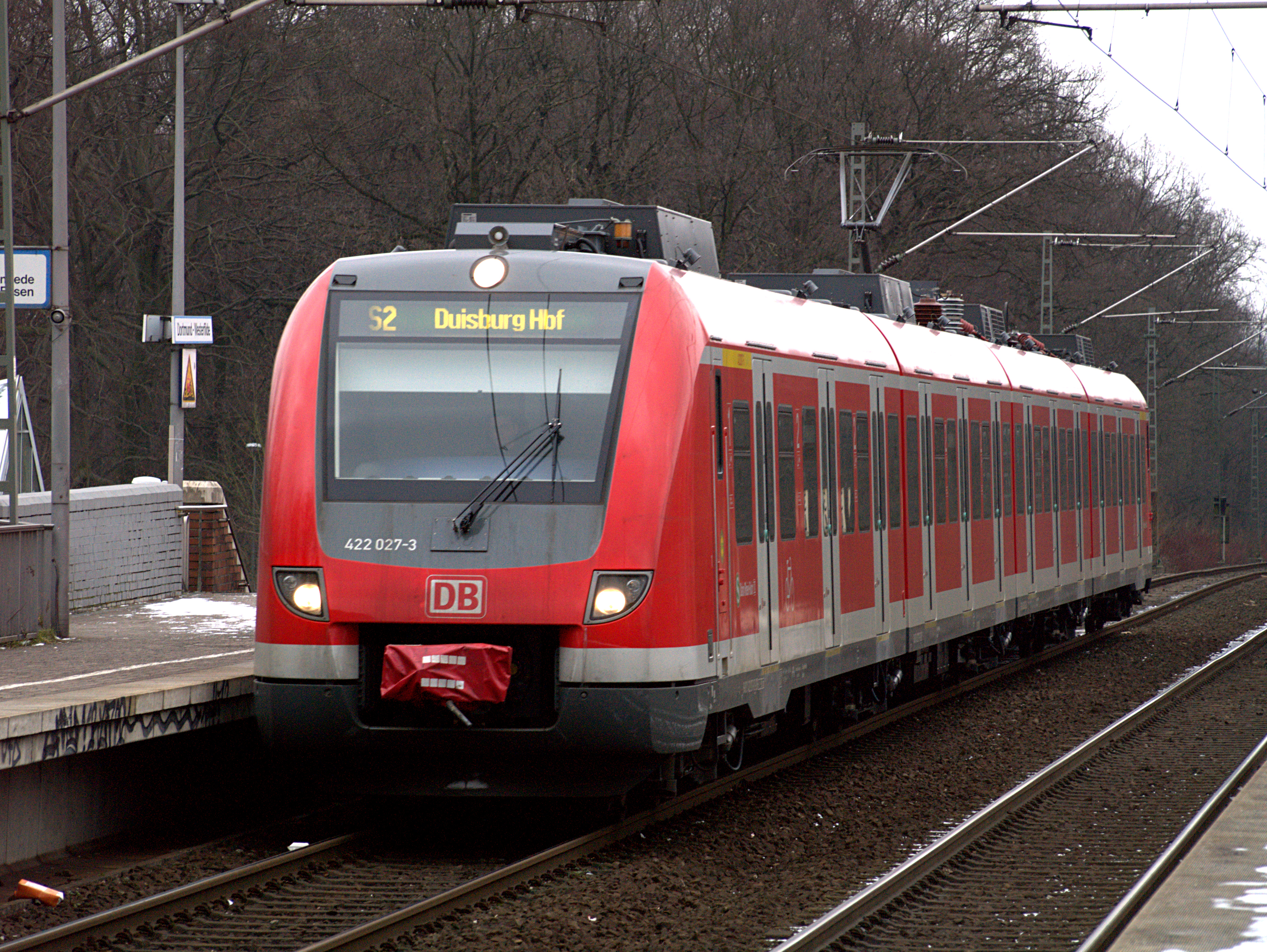
ドルトムント・ヴェスターフィルデ駅で停車する422形電車